# قائمة المناطق المحمية في جزر القمر
هذه قائمة بالمناطق المحمية الموجودة في جزر القمر، وتشمل الحدائق والمتنزهات الوطنية ومحميات الحياة البرية ومواقع رامسار.

## قائمة المتنزهات الوطنية
| المتنزه الوطني                  | المساحة (بالكيلومتر المربع) | تاريخ الإنشاء | الجزيرة      | ملاحظات |  |
| ------------------------------- | --------------------------- | ------------- | ------------ | --- |  |
| حديقة أسماك السيلكانث الوطنية   | 92.76                       | 2010          | القمر الكبرى | حديقة وطنية بحرية |  |
| حديقة القرطالة الوطنية          | 262.14                      | 2010          | القمر الكبرى | حديقة وطنية برية |  |
| حديقة ميتساميولي ندرودي الوطنية | 23.14                       | 2010          | القمر الكبرى | حديقة وطنية بحرية |  |
| منتزه موهيلي الوطني البحري      | 643.62                      | 2010          | موهيلي       | أنشئ المتنزه عام ٢٠٠١ تحت اسم حديقة موهيلي البحرية، ثم أُعيد تصنيفها كمنتزه وطني عام ٢٠١٠، ووُسِّعت لتشمل معظم المساحة الأرضية للجزيرة عام ٢٠١٥. |  |
| منتزه جبل نترينجي الوطني        | 79.14                       | 2010          | أنجوان       | حديقة وطنية برية |  |
| منتزه شيسيواني الوطني           | 64.97                       | 2010          | أنجوان       | حديقة وطنية بحرية |  |

## قائمة مواقع رامسار
| الموقع              | المساحة (بالكيلومتر المربع) | تاريخ التأسيس | الجزيرة      | ملاحظات                                                         |  |
| ------------------- | --------------------------- | ------------- | ------------ | --------------------------------------------------------------- |  |
| منتزه موهيلي البحري | 0.3                         | 1995          | موهيلي       | محمية مياه عذبة مُدرجة ضمن منتزه موهيلي الوطني منذ عام 1995      |  |
| القرطالة            | 130                         | 2006          | القمر الكبرى | محمية مياه عذبة مُدرجة ضمن متنزه القرطالة الوطني منذ عام 2006    |  |
| جبل نترينجي         | 30                          | 2006          | أنجوان       | محمية مياه عذبة مُدرجة ضمن منتزه جبل نترينجي الوطني منذ عام 2006 |  |

## أنظر أيضا
الحياة البرية في جزر القمر